# Kaique Vergilio da Silva
Kaique Vergilio da Silva (sinh ngày 19 tháng 1 năm 1996) là một cầu thủ bóng đá người Brasil.

## Sự nghiệp câu lạc bộ
Kaique Vergilio da Silva đã từng chơi cho Thespakusatsu Gunma.